# Бачкі-Петровац (община)
Общи́на Бачкі-Петровац (серб. Општина Бачки Петровац) — община в Сербії, в складі Південно-Бацького округу автономного краю Воєводина. Адміністративний центр общини словаків у Воєводині — містечко Бачкі-Петровац.

## Населення
Згідно з даними перепису 2007 року в общині проживало 13 418 осіб, з них:
- словаки — 8772 — 65,37%
- серби — 3512 — 26,17%

Решту жителів  — зо два десятка різних етносів, зокрема: югослави, роми, бунєвці, німці і сотня русинів-українців.
| Рік  | Населення, люд. |
| ---- | --------------- |
| 1991 | 15 388          |
| 2001 | 14 724          |
| 2002 | 14 662          |
| 2003 | 14 550          |
| 2004 | 14 429          |
| 2005 | 14 317          |
| 2006 | 14 205          |
| 2007 | 14 108          |

## Населені пункти

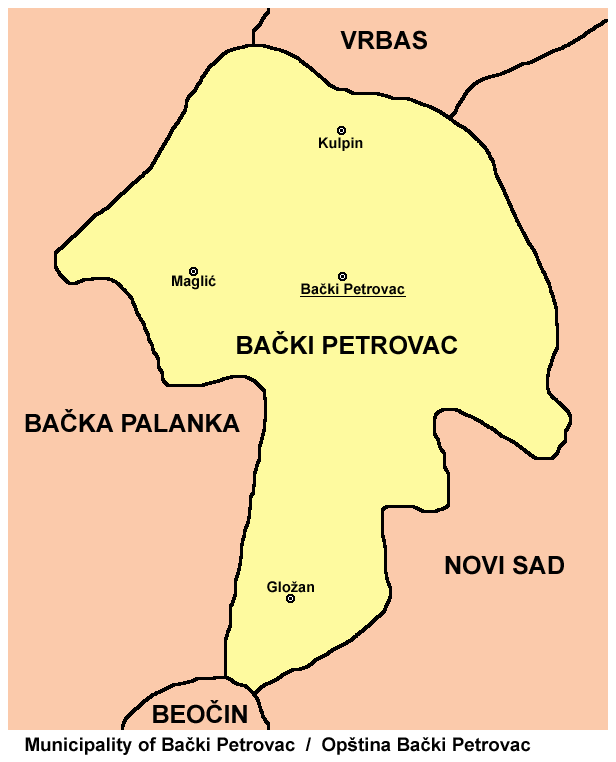

Община утворена з 4 населених пунктів (з них 1 місто — центр общини):
| Населений пункт | Сербська назва (cirill) | Угорська назва (latin) | Населення (2011) |
| --------------- | ----------------------- | ---------------------- | ---------------- |
| Маглич          | Маглић                  | Bulkeszi               | 2488             |
| Гложан          | Гложан                  | Dunagálos              | 1996             |
| Кулпин          | Кулпин                  | Кölpény                | 2755             |
| Бачкі-Петровац  | Petrőc                  | Bački Petrovac         | 6063             |